# Людвиг I (граф Вюртемберга)
Людвиг I (нем. Ludwig I; ок. 1119 — 1158) — граф Вюртемберга с 1143 года. Считается, что он — сын Конрада II Вюртембергского (но историческими фактами это не установлено) и Хадельвиги. Первый из правителей с титулом «граф Вюртемберга».

## Биография
Людвиг и его брат Эмихо входили в окружение короля, его сюзерена Конрада III и сюзерена императора Фридриха Барбароссы.
После смерти Конрада II Людвиг и Эмихо вступили во владение Вюртембергом. Эмихо умер предположительно в 1154 году, после чего Людвиг I стал править один.
Возможно, был также фогтом монастыря в Денкендорфе.
27 февраля 1158 года Людвиг I последний раз упоминается в качестве графа (засвидетельствовал хартию, в которой император Фридрих I даровал привилегии монастырю Нойбург, предположительно назначил фогтов). Ему наследовал Людвиг II, который, вероятно, был его сыном (упоминается в единственном прижизненном документе — от 18.05.1181).